# Tentative de suicide de Piotr Tchaïkovski

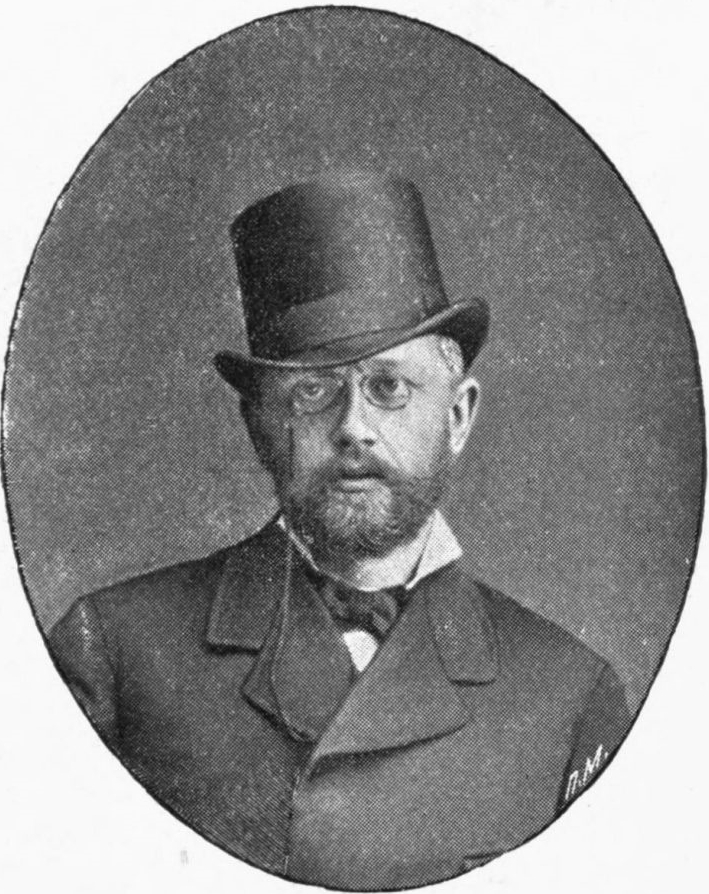
Photographe inconnu. Piotr Ilitch Tchaïkovski, 1877.

La tentative de suicide de Piotr Tchaïkovski fait l'objet de nombreuses études d'historiens russes de la musique, soit en vue de récuser son existence, soit au contraire pour la soutenir. Certains suggèrent, sur base des souvenirs du professeur du Conservatoire Tchaïkovski de Moscou, Nikolaï Kachkine, qu'en 1877, Piotr Ilitch Tchaïkovski a tenté de se suicider sans succès, et que cette tentative s'est déroulée lors d'un séjour du compositeur à Moscou, entre le 11 et le 24 septembre 1877. Tchaïkovski est entré dans les eaux froides de la rivière Moskova avec la ferme intention de tomber malade par refroidissement ou pneumonie puis d'en mourir. 
Les circonstances de cet évènement sont décrites dans les mémoires du collègue et ami du compositeur, Nikolaï Kachkine, écrites peu de temps après la mort du compositeur. La publication de leur variante journalistique est parue dans l'édition Rousskoe obozrenie en débutant en septembre 1894 (après la mort du compositeur en 1893) et se terminant en décembre 1895 (numéros 29-36). En 1920, a été publié dans le recueil Passé de la musique russe. Matériaux et études l'article de Nikolaï Kachkine, extrait des Souvenirs de Piotr Tchaïkovski. Dans ces documents, Kachkine décrit en détail les circonstances dans lesquelles Tchaïkovski s'est exprimé sur sa tentative de suicide infructueuse.
Il est généralement admis que la tentative de suicide de Tchaïkovski a pu être liée à son mariage, peu de temps auparavant, avec Antonina Milioukova, mariage qui a intensifié la crise spirituelle dans laquelle se trouvait le compositeur à cette époque. Plusieurs musicologues soviétiques et des chercheurs contemporains spécialisés dans l'œuvre et la vie de Tchaïkovski doutent de la véracité de la tentative de suicide, mais beaucoup sont d'accord sur le fait que le compositeur a réfléchi, en 1877, à une telle éventualité et c'est pourquoi il a fréquemment exprimé le thème de la mort dans sa production musicale de cette époque.
Le récit de Kachkine a attiré l'attention de plusieurs publicistes. La scène de l'échec de la tentative de suicide se retrouve dans le long-métrage du film Tchaïkovski mis en scène par le réalisateur Igor Talankine en 1969, et dans le film britannique du réalisateur Ken Russell La Symphonie pathétique (The Music Lovers, 1971).

## Circonstances de l'échec de la tentative de suicide selon la description de Nikolaï Kachkine

### Nikolaï Kachkine et Tchaïkovski

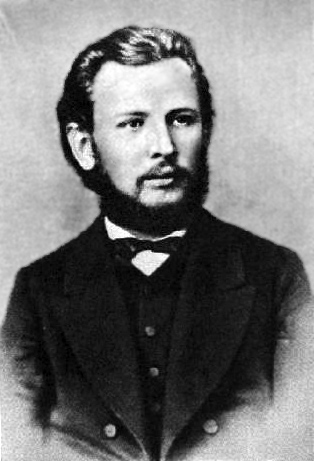
Nikolaï Kachkine.

Dans les années 1860-1870, Nikolaï Kachkine assiste régulièrement aux réunions du cercle des musiciens de Moscou dirigé par Nikolaï Rubinstein. Ce cercle comprenait des musiciens des classes de musique de la branche de Moscou de la Société musicale russe, sur base de laquelle a été formé en 1866 le Conservatoire Tchaïkovski de Moscou. Les œuvres de Tchaïkovski ont souvent été interprétées et discutées lors des réunions. Herman Laroche fut durant quelques années l'intermédiaire entre Kachkine et le compositeur qui vivait à Saint-Pétersbourg, étant un ami proche des deux personnalités. Laroche avait étudié dans les premières années de 1860 au Conservatoire Rimski-Korsakov de Saint-Pétersbourg. C'est Nikolaï Kachkine qui est à l'origine de l'invitation adressée à Tchaïkovski d'enseigner dans les classes de théorie musicale à Moscou. Il a fait connaissance avec Tchaïkovski en janvier 1866, lors de l'arrivée du compositeur à Moscou.
Durant la période de résidence du compositeur à Moscou, Kachkine et Tchaïkovski se rencontraient tout le temps lors des cours du conservatoire de Moscou, lors des soirées au Cercle artistique, lors des réunions du cercle des professeurs du conservatoire et ils ont souvent joué à quatre mains des œuvres symphoniques. Lors de difficultés rencontrées au cours du travail au conservatoire, habituellement Tchaïkovski ne s'adressait pas à Rubinstein, alors qu'il vivait dans son appartement, mais bien à Kachkine. Après le départ du compositeur de Moscou en 1877, Kachkine et Tchaïkovski ont continué à correspondre, mais leurs rencontres ont cessé d'être régulières. Kachkine n'en a pas moins affirmé : « la brièveté de nos relations nous a permis de nous comprendre à demi-mot », et le compositeur a grandement apprécie leur amitié. Le frère de Tchaïkovski, Modeste, écrit que le plus souvent Laroche et Kachkine venaient voir Tchaïkovski dans sa maison de campagne. Kachkine a passé deux mois dans cette propriété près de Kline à Frolovskoe durant l'été 1890.
Tchaïkovski confiait à son ami ses plans de création d'œuvres, les détails de son travail sur ses productions, lui demandant conseil dans certains cas. À la demande de Tchaïkovski, Kachkine a réalisé une transposition du Lac des cygnes pour le piano, puis ensemble avec le compositeur a travaillé aux corrections et aux vérifications nécessaires pour faciliter l'interprétation. Les communications entre les deux musiciens allaient au-delà de la sphère professionnelle. Au cours de leurs réunions, ils discutaient des œuvres de littérature russe, des publications dans des revues littéraires liées au mouvement de la pensée russe, fréquentaient les spectacles du Théâtre Maly.

### Souvenirs du compositeur chez Kachkine
Parmi les contemporains de Tchaïkovski, seul Nikolaï Kachkine, professeur au conservatoire de Moscou, a assuré que le compositeur avait tenté de se suicider en 1877. Sous une forme très brève, il décrit les circonstances de la tentative de suicide dans son livre Souvenirs de Piotr Tchaïkovski. Ce livre est devenu la première biographie détaillée du compositeur, publiée en langue russe. Il a été écrit peu de temps après sa mort. La publication d'une variante a été réalisée dans la revue Rousskoe obozrenie en septembre 1894 et a été achevée en décembre 1895 (numéros 29-36). En 1896, une édition des mémoires de Kachkine a été publiée par Peter Jurgenson sous forme d'un livre séparé,. En 1954, une réédition de l'ouvrage est publiée, légèrement raccourcie par les éditeurs, mais sans affecter la narration des évènements de 1877, l'année de la tentative de suicide.

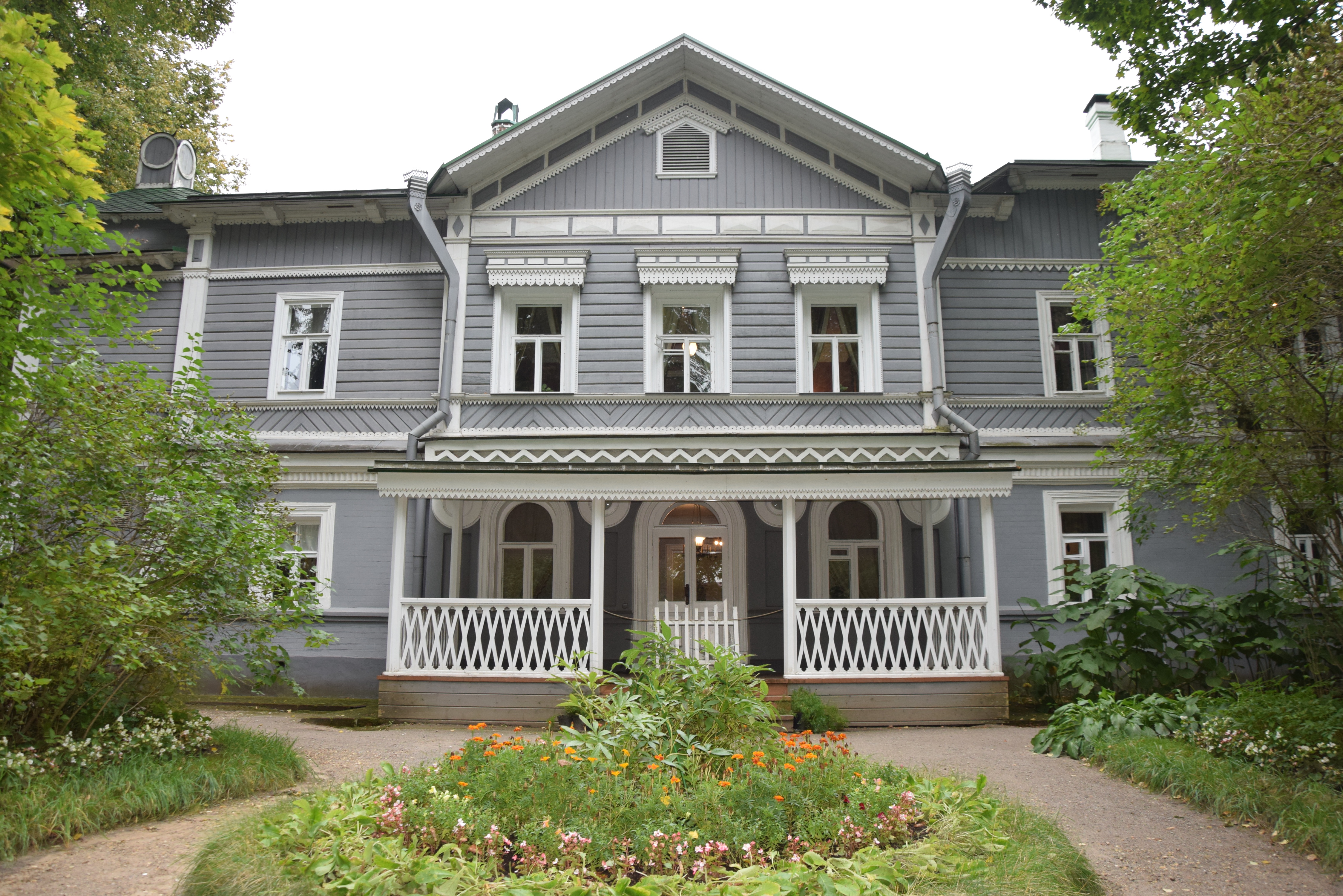
Maison de Tchaïkovski à Frolovskoe près de Kline, entrée principale, 2007

Après la Révolution d'Octobre, Kachkine « s'est joint à l'ambiance révolutionnaire de l'intelligentsia… croyant profondément en un nouveau système… soviétique ». Il a continué ses recherches musicales et littéraires, mais, à l'époque, ses articles n'étaient pas publiés. En 1919, il reçoit de manière inattendue du département de musique du Commissariat du peuple à l'Éducation une proposition de publication d'articles créés durant les dernières années.
En 1920, avec le recueil Le passé de la musique russe. Matériaux et études, est publié un article de Nikolaï Kachkine provenant « des souvenirs de P. I. Tchaïkovski ». L'académicien de l'Académie des sciences d'URSS, l'un des fondateurs soviétiques de la musicologie, Boris Assafiev (sous le pseudonyme d'Igor Glebov), a exprimé dans l'introduction à cet article sa reconnaissance à l'auteur d'avoir mis à sa disposition des souvenirs et de les avoir comparés à ceux de Modeste Tchaïkovski. Les souvenirs de Kachkine, selon Assafiev, sont le récit « sur l'évènement le plus important et le plus sombre de la vie du compositeur avec son mariage ».
Au début de son récit, Kachkine informe ses lecteurs que dans l'édition de ses souvenirs datant d'avant la révolution russe, il a, « pour des raisons diverses dont il n'est pas nécessaire de parler », été obligé de résumer le plus brièvement possible cet épisode, qui était d'une importance capitale pour la biographie et l'œuvre du compositeur. Kachkine a affirmé que son nouvel article était basé sur les souvenirs de Tchaïkovski lui-même. Ceux-ci représentaient un « récit suivi et cohérent », qu'il avait entendu « sans aucune initiative venant de sa part en tant qu'auditeur ».
Kachkine n'a pas indiqué la date exacte à laquelle il a entendu le récit, mais il a déclaré qu'il l'avait entendu à Kline, dans ce qui est devenu le musée-zapovednik Tchaïkovski où se déroulaient d'habitude les cérémonies de la Semaine sainte. La conversation s'est tenue après une promenade, quand Tchaïkovski et son compagnon sont rentrés à la maison. Il n'était pas très tard, mais il commençait à faire noir. Tous deux étaient assis autour de la table, en silence. Tchaïkovski a regardé des lettres et Kachkine, des journaux. Le compositeur a suggéré à Kachkine de lire une lettre d'Antonina Milioukova, puis a commencé le récit de sa tentative infructueuse de suicide.

« Nous étions assis en silence depuis un moment. La pièce est devenue tellement obscure que je ne voyais presque plus le visage de mon interlocuteur. Sans préambule, Tchaïkovski a commencé son récit de manière inattendue et l'a poursuivi sans changer de ton, comme s'il accomplissait quelque chose d'obligatoire…
Le ton de Tchaïkovski n'a pas varié, son intonation restait la même, mais en même temps, il était clair qu'il s'inquiétait beaucoup et que cette régularité dans la voix était le résultat d'un grand effort pour retenir son émotion et ne pas laisser ses nerfs avoir le dessus sur sa volonté… Cela a duré probablement longtemps et nous ne nous sommes même pas vus à la fin tant il faisait sombre. »

Nikolaï Kachkine a affirmé qu'il n'y avait pas eu d'échange de propos sur ce qui avait été entendu par lui ce jour-là, ni ce jour-là ni plus tard. Tous deux ont diné et passé la soirée à lire ou à jouer à quatre mains. L'auteur des souvenirs a insisté sur le fait que les frères du compositeur Modeste et Anatoli ont obtenu des informations sur ces évènements non pas de Tchaïkovski lui-même mais auprès de tiers. Il affirme qu'il a reproduit le récit de Tchaïkovski presque littéralement et même si quelque chose a été retranché, il n'avait en tout cas rien ajouté. C'est pourquoi Kachkine, en utilisant ses mots, écrit à la première personne (au nom de Tchaïkovski) tout en se basant sur ses souvenirs du récit du compositeur qu'il a entendu.

### Récit du compositeur à Kachkine à propos de la tentative de suicide

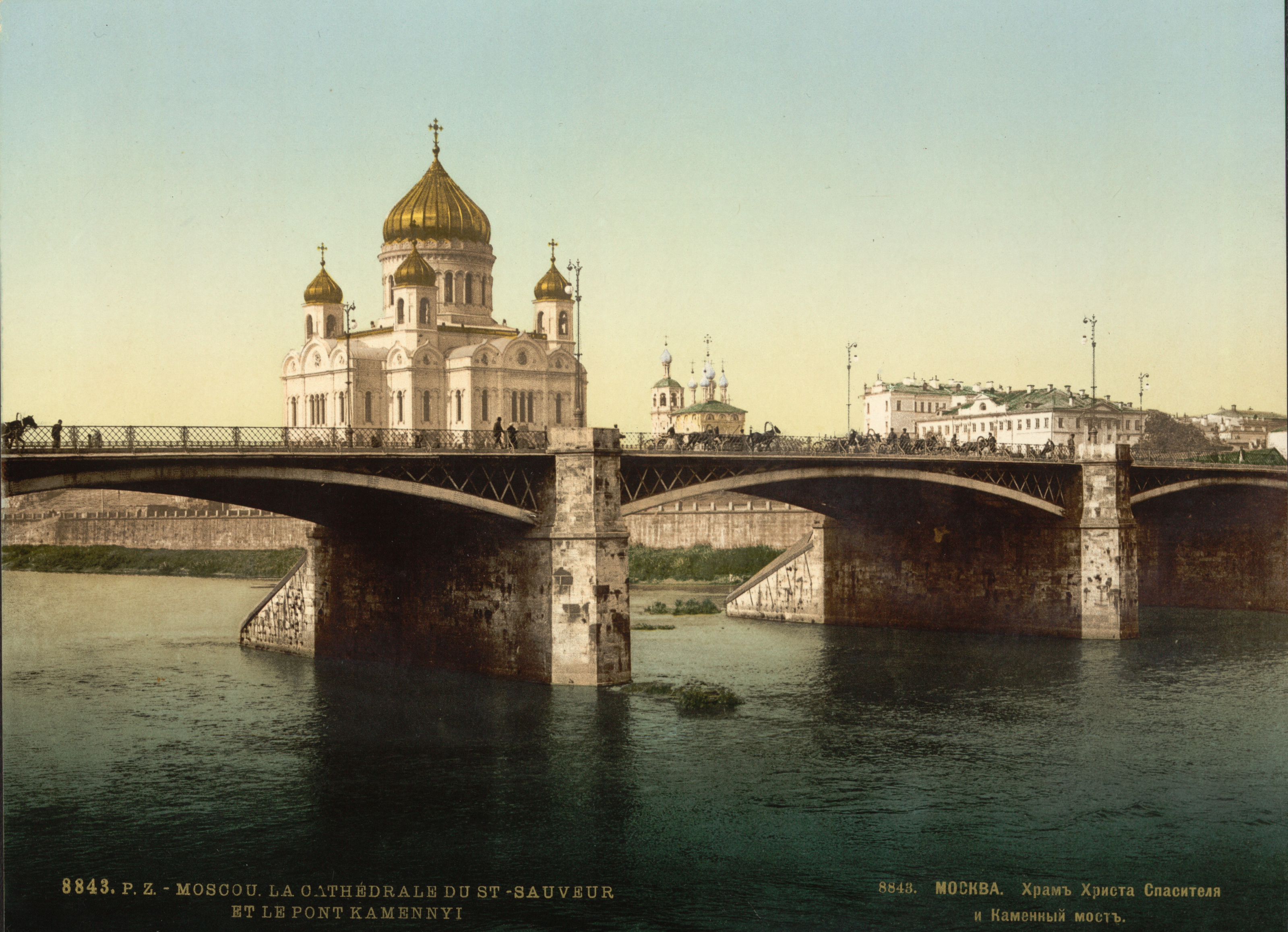
La cathédrale du Christ-Sauveur de Moscou et le Grand Pont de pierre en 1896-1897.

Nikolaï Kachkine croyait que la tentative de suicide de Tchaïkovski n'était pas le résultat d'une coïncidence, d'un accident. Il écrit dans son livre Souvenirs de P. I. Tchaïkovski que l'idée du suicide est apparue chez Piotr Ilitch alors qu'il vivait encore à Moscou. Selon Kachkine, le compositeur considérait que « la mort restait pour lui la seule issue, mais en même temps les pensées sur sa famille, sur la façon dont ils auraient été frappés par un suicide évident, l'ont obligé à chercher la mort de manière apparemment accidentelle ». Dans son livre de souvenirs sur Tchaïkovski, il écrit : « Plus tard, il m'a dit que durant les nuits froides de septembre, quand il a commencé à geler, il s'est rendu au pont de pierre Vsekhsviatski »,,,. La traversée de la rivière par ce pont était fermée par des arcades, et le dessous du tablier était encombré d'affûts,. Tchaïkovski est entré habillé dans la rivière, jusqu'à ce que l'eau lui arrive à la ceinture et y est resté jusqu'au moment où le courage lui a manqué pour supporter la souffrance due à la froideur de l'eau ; mais, il est probable que c'est son état d'excitation qui l'a préservé d'un rhume aux conséquences mortelles, et c'est ainsi que sa tentative est restée sans aucun résultat sur sa santé.
Kachkine écrit qu'aucun de ses collègues ni lui-même n'avaient deviné les évènements de 1877. Tchaïkovski, comme d'habitude, au mois de septembre, donnait ses cours au conservatoire, bien qu'il soit devenu très silencieux et qu'il évitait à cette époque de parler avec ses collègues. À la fin du mois de septembre, il est apparu « avec un visage aux traits déformés, et a déclaré qu'il était convoqué à Saint-Pétersbourg chez Eduard Nápravník, nous montrant un télégramme et partant précipitamment. Quelques jours plus tard, nous avons appris qu'il était sérieusement malade, puis qu'il était parti à l'étranger pour une durée indéterminée. »
Nikolaï Kachkine affirme que le compositeur lui-même lui avait raconté l'histoire de son suicide raté qu'il a décrit au nom de Tchaïkovski dans un article intitulé Souvenirs de P.I. Tchaïkovski, publié pour la première fois l'année de la mort de Kachkine, en 1920, dans la revue Le passé de la musique russe. Matériaux et recherches : « … une nuit, je suis allé sur les bords déserts de la Moskova, et l'idée m'est venue de la possibilité d'attraper un rhume mortel. Personne n'était visible dans l'obscurité et je pouvais réaliser mon projet, je suis entré dans l'eau jusqu'à la taille et je suis resté aussi longtemps que j'ai pu en supportant la souffrance du contact de mon corps avec l'eau froide. Je suis sorti de l'eau avec la ferme conviction que je ne pourrais échapper à la mort due à l'inflammation ou d'un rhume, et à la maison j'ai raconté que j'avais participé à une pêche nocturne et que j'étais tombé accidentellement dans l'eau. Ma santé s'est cependant avérée si forte que ce bain glacé n'a eu pour elle aucune conséquence. »,, Le compositeur, suivant Kachkine, lui a avoué qu'il n'avait plus fait de pareilles tentatives par la suite,.
Tchaïkovski aurait expliqué la manière inhabituelle de se suicider comme suit : « il était tout à fait naturel de penser que seule la mort, qui était devenue pour moi un rêve souhaitable, pouvait me libérer, mais je ne parvenais pas à décider de me suicider de manière explicite, ouverte, de peur de porter un coup trop brutal à mon vieux père ainsi qu'à mes frères. J'ai alors commencé à chercher un moyen de disparaître de manière moins frappante, comme si c'était par une cause naturelle ; et c'est ce moyen que j'ai essayé d'utiliser. »,

### Modeste Tchaïkovski et Iouri Davydov, à propos des évènements de 1877

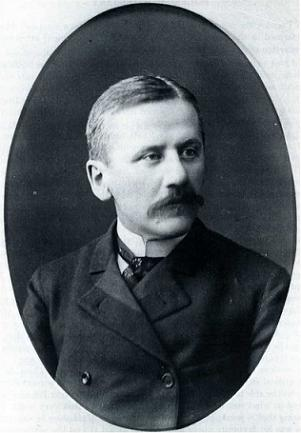
Modeste Tchaïkovski, frère et biographe de Piotr Ilitch.

Les développements présentés par le frère d'Ilitch, Modeste Tchaïkovski sont tout à fait différents,. Le 20 septembre 1877, le compositeur est tombé malade. Le 24 septembre 1877 (6 octobre dans le calendrier grégorien), il affirme avoir reçu un télégramme exigeant sa présence immédiate à Saint-Pétersbourg, et a quitté Moscou « dans un état proche de la folie ». Il a tellement changé d'apparence que son frère Anatoli, le futur membre du sénat dirigeant et conseiller secret dans la table des rangs, venant à sa rencontre à la gare, a eu du mal à reconnaître le compositeur. Il a été amené à l'hôtel Dagmara (Oulitsa Sadovaya, no 9), « où après le moment le plus fort de sa crise nerveuse, il est tombé dans un état d'inconscience, qui a duré environ deux semaines » (dans les éditions ultérieures de ce passage, il est noté : « il faut lire deux jours », ; cette dernière durée est adoptée par certains chercheurs). Quand Tchaïkovski est revenu à lui, les médecins lui ont conseillé un changement complet de mode de vie. Le compositeur est parti à l'étranger,,, et vers le début du mois d'octobre, son frère Modeste remarque le début de sa lente guérison,.
Tchaïkovski lui-même écrit, en juillet 1877, dans une lettre à sa protectrice Nadejda von Meck, ce qu'il en est de son moral et de l'éventualité d'un suicide :

« Je suis tombé dans un profond désespoir, d'autant plus terrible qu'il n'y avait personne pour me soutenir, pour me rassurer. J'en suis devenu passionnément désireux de mourir. La mort me semblait la seule issue, mais je ne pensais pas à une mort violente. Il faut vous dire que je suis profondément attaché à certains de mes proches, c'est-à-dire à ma sœur Alexandra, et mes deux jeunes frères Modeste et Anatoli, ainsi qu'à mon père. Je sais qu'en décidant de me suicider et en exécutant ce projet je dois frapper mortellement mes proches. Il y a aussi d'autres personnes, quelques amis chers, dont l'amour et l'amitié me rattachent inextricablement à la vie. En outre, j'ai la faiblesse (s'il faut l'appeler faiblesse) d'aimer la vie, d'aimer ce que je fais, d'aimer mes futurs succès. Enfin, je n'ai pas encore dit tout ce que pouvais et ce que je voulais dire, avant que n'arrive le moment de tout quitter pour l'éternité. »,

Le neveu et ami proche du compositeur Iouri Davydov, dans son livre Notes sur P.I. Tchaïkovski publié en 1962, écrit à propos des évènements du mois de septembre 1877 cette phrase mystérieuse : « Dans la vie de Piotr Ilitch, ce mariage s'est transformé en une catastrophe intérieure, de laquelle il a failli mourir ».

## Les raisons de la tentative de suicide pour le compositeur et pour les chercheurs

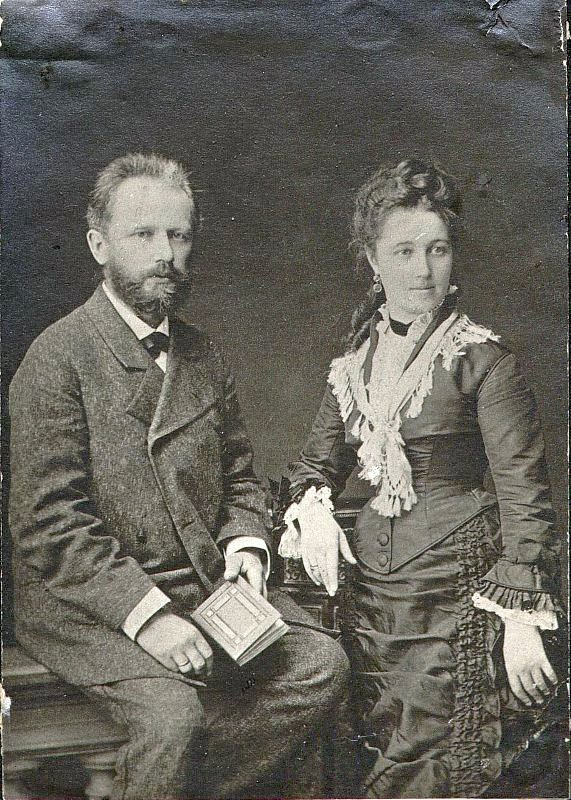
photo réalisée par Ivan Diagovtchenko de P. Tchaïkovski et de son épouse Antonina Milioukova. 24 juillet 1877,, Moscou.

En 1889, Piotr Tchaïkovski rédige une autobiographie pour un ancien collègue compositeur du Conservatoire Tchaïkovski de Moscou, Otto Neitzel, qui l'a insérée dans la publication Nord und Süd de l'Empire allemand,. Il parle dans cet ouvrage de son départ du conservatoire en 1877, mais il ne dit rien de son mariage, ni de sa grave crise morale et de son départ pour cette raison de l'Empire russe pour l'Italie et la Suisse. Dans ce document, Tchaïkovski cite trois raisons de quitter l'enseignement :
- une attitude générale négative vis-à-vis de l'enseignement du fait que celui-ci empiétait sur son temps consacré à la création ;
- l'abus de fortes boissons alcooliques ;
- le surmenage qui avait un impact sur son système nerveux et a provoqué l'apparition d'une maladie que le compositeur n'a pas nommée.

Les fragments de l'article de Nord und Süd avec l'autobiographie de Tchaïkovski traduite de l'allemand sont ainsi rédigés :

« C'est ainsi que j'ai passé dix ans de ma vie, malgré moi, entre mes responsabilités d'enseignant et mon œuvre de compositeur que j'adorais et qui occupait tout mon temps. Finalement, cette séparation claire de mon temps a cessé de fonctionner. Mes amis de Moscou, tous ensemble et chacun séparément, consommaient volontiers des boissons alcoolisées, et, comme j'ai moi-même une propension à abuser des fruits de la vigne, j'ai rapidement pris partie à ces ribotes, ce que j'avais évité jusqu'alors. Mon activité infatigable associée à ces divertissements dyonisiaques, ne pouvait que provoquer des effets désastreux sur mon système nerveux : en 1877, je suis tombé malade et je fus contraint de quitter mon poste quelque temps au conservatoire. »

Les chercheurs mettent en relation la possibilité d'une tentative de suicide de Piotr Tchaïkovski avec le début de sa vie commune avec son épouse Antonina Milioukova. Valeri Sokolov, pour résumer l'étude de l'histoire du mariage par les chercheurs précédents, écrit que les caractéristiques de l'épouse du compositeur se résumaient habituellement à deux traits de caractère : l'« esprit bourgeois » et « la folie » ; « le chantage amoureux » de la part de Milioukova (avec menace de suicide en cas de refus du compositeur) et l'« hypnose » due à l'opéra Eugène Onéguine pour le compositeur. Tchaïkovski a travaillé à cet opéra dont l'histoire coïncidait avec les circonstances de sa vie personnelle. Milioukova lui a envoyé une lettre proche de celle que l'héroïne de l'opéra, Tatiana Larina, envoie à Onéguine dont elle est tombée amoureuse,. Sokolov lui-même considérait ce point de vue comme erroné et signalait, par exemple, que Milioukova connaissait le compositeur depuis 1872 et qu'il faisait également partie de sa famille. Le critique Poznanski donne par ailleurs la date exacte et le lieu de leur rencontre : en mai 1872, dans l'appartement du frère d'Antonina, Alexandre Milioukov. Alexandre Poznanski énumère une série de raisons justifiant le mariage : calmer la famille, donner un exemple au frère Modeste Tchaïkovski qui était homosexuel actif et qui avait la charge d'élever un adolescent issu d'une famille aisée (qui était Kolia Konradi, sourd-muet dont Modeste était le curateur depuis 1882), réaliser le rêve d'avoir un foyer familial, le désir de dissimuler par un mariage avec une femme proche et soumise ses relations homosexuelles. Le mariage religieux a eu lieu à l'église Saint-Georges à la rue Malaïa Nikitskaïa le 6 juillet 1877 (18 juillet dans le calendrier grégorien). Parmi tous les membres de la famille Tchaïkovski, seul le frère Anatoli Tchaïkovski a été invité à la cérémonie,,. L'archiprêtre Dmitri Razoumovski qui officiait lors du mariage est devenu un ami de Tchaïkovski,.
Modeste Tchaïkovski a noté que, selon l'expression de son frère Piotr, Antonina Milioukova « s'est comportée honnêtement et sincèrement », sans vouloir le tromper intentionnellement, et elle a été la cause du profond malheur de son mari sans le vouloir et inconsciemment. Quant au compositeur, il s'est également comporté « honnêtement, ouvertement, sans la tromper en rien ». Tous deux, en se mariant, « ont réalisé avec horreur… qu'entre eux il y avait un gouffre d'incompréhension mutuelle, qui jamais ne pourrait se combler, qu'ils s'étaient comportés comme dans un rêve, et qu'ils s'étaient inconsciemment trompés en tout. Une rupture totale était le seul moyen non seulement de retrouver leur bien-être intérieur à tous deux, mais aussi de sauver la vie de Piotr Ilitch ». Une ancienne collaboratrice du Musée-zapovednik P. Tchaïkovski à Kline, Alexandra Orlova, affirme que Milioukova « souffrait d'une psychose sexuelle manifeste » et a confirmé qu'elle avait été en traitement pendant 12 ans puis était morte dans un hôpital psychiatrique. Ce même avis a été exprimé par le musicologue américain Roland John Wiley (en). Selon celui-ci, Tchaïkovski, au début, n'a pas perçu « sa façon d'être comme un symptôme de troubles mentaux » et ne s'en est rendu compte qu'en voyant comment Antonina parlait lors d'une soirée organisée par Peter Jurgenson. Le musicologue britannique David Brown (en), raconte comme suit cette soirée : « Les amis de Tchaïkovski s'intéressaient naturellement à Antonina, et Jurgenson avait organisé la soirée chez lui pour qu'ils puissent faire sa connaissance. Elle-même, comme on pouvait s'y attendre, n'était pas vraiment dans son assiette et son mari se mêlait tout le temps de ce qu'elle disait à ses amis, achevant les phrases qu'elle voulait dire, mais qu'elle n'osait pas terminer ».
Selon l'ethnographe et biographe soviétique Vladimir Kholodovski, la crise qu'a connue le compositeur s'explique non seulement par ses problèmes conjugaux, mais aussi par d'autres facteurs, qui, de son point de vue, ne sont pas moins importants : ce sont les critiques sévères des œuvres du compositeur dans la presse russe et la nécessité pour lui de modifier ses « conditions de vie » et de rompre avec son « environnement ambiant », pour revenir à la liberté de création. Une telle situation s'était déjà présentée de l'avis du biographe dans les années 1862-1863, quand il a décidé de refuser le choix d'une carrière de fonctionnaire et a choisi une carrière musicale problématique du point de vue de l'opinion publique. Ce genre de choix nécessitait de la part du musicien une « énorme dépense d'énergie vitale ».
Le musicologue soviétique Andreï Boudiakovski (ru), chercheur principal auprès de l'Institut russe d'histoire de l'art, président de la section théorie et critique de l'Union des compositeurs soviétiques, considère qu'en 1873 « certains renseignements disponibles donnent des raisons de conclure que, dans la vie de Tchaïkovski, à la fin de cette année 1873, il a connu un grave choc nerveux, mais que malheureusement il n'est pas encore possible d'établir le contenu de cette crise avec plus de précision ». Selon Boudiakovski, Tchaïkovski craignait que cette tragédie pût se reproduire, s'il repoussait Milioukova. En même temps, le manque d'intérêts communs avec son épouse, l'absence de thèmes de conversation entre eux a mené le compositeur à la dépression. En septembre 1877, Tchaïkovski était sur le point de commettre un crime : « dans sa colère délirante et haineuse, il était prêt à étrangler sa femme ».
La critique d'art Nadejda Toumanina pense que la tentative de suicide de Tchaïkovski était liée à une maladie nerveuse. Cette maladie a évolué pendant longtemps, puis s'est terminée par une crise. La crise a provoqué une décision imprudente, le mariage avec Antonina Milioukova, « une jeune fille qui s'est avérée d'esprit étroit et peu développé, aux goûts bourgeois, dont le déséquilibre mental a accéléré l'apparition de la crise ». Les crises d'angoisses, associées au caractère inévitable des évènements, ont, selon Toumanina, provoqué une tentative de suicide et une maladie grave. Le compositeur a cessé de travailler au conservatoire de Moscou et est parti à l'étranger. Là, Tchaïkovski a commencé à voir sa santé s'améliorer. « Le remède a été son travail sur sa quatrième symphonie et sur l'opéra Eugène Onéguine. Il a finalement surmonté sa crise en février 1878. La position de la docteur en histoire de l'art Ekaterina Routchevskaïa, enseignante au Conservatoire Rimski-Korsakov de Saint-Pétersbourg est très proche. Elle écrit : « la crise a mûri pendant longtemps à l'intérieur et progressivement… il serait tout à fait faux de penser que celle-ci n'a conduit qu'à un mariage raté ».
Alexandre Poznanski, historien à l'Université d'État de Saint-Pétersbourg et collaborateur de l'Université Yale, traite les raisons présumées de la tentative de suicide en les liant aux tendances homosexuelles de Tchaïkovski,. Selon Poznanski, la crise spirituelle du compositeur devait dater de 1875 à 1877 (Poznnaski suppose même que c'est la dernière crise de ce genre de Tchaïkovski). Selon l'historien, jusqu'au milieu des années 1870, Tchaïkovski pensait que « comme cela arrive à beaucoup de gens de même nature que la sienne, il n'admettait pas l'idée que son penchant était insurmontable ». Il reconstituait le cours des pensées du compositeur comme suit : « … je suivrai mon inclination tant que cela sera possible ; quand il faudra cesser absolument, je ferai un effort sur moi-même, j'abandonnerai mes habitudes et je vivrai comme tout le monde ». Dans les lettres de cette période, le compositeur utilise le mot vice pour qualifier ses tendances sexuelles, mais selon le chercheur Poznanski, il n'a pas de sentiment de péché à ce propos. Il ne considérait pas ses penchants comme une anomalie. Tchaïkovski traitait l'opinion publique comme une créature méprisable et ne lui prêtait pas attention. Alexandre Poznanski tire les conclusions suivantes sur la réaction possible du compositeur à propos de son orientation sexuelle : « Tchaïkovski était une personne mentalement vulnérable, qui percevait douloureusement des évènements de cette nature dans sa vie privée ». Mais Poznanski dément que les conséquences aient pu être telles qu'elles aillent jusqu'à l'amener au suicide. En même temps, le compositeur était préoccupé en premier lieu par la position de sa famille et par l'attitude et le comportement de son père Ilia Petrovitch Tchaïkovski, qui insistait pour qu'il se marie.

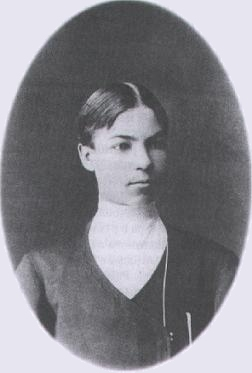
Alexeï Sofronov

Ce n'est que durant sa courte relation conjugale avec Antonina Milioukova que Tchaïkovski s'est rendu compte « qu'il appartenait par nature au type rare d'homosexuel pour lequel tout conflit avec une femme était impossible ». Le 26 juillet 1877, Tchaïkovski a quitté son épouse sous prétexte de soigner son estomac à Iessentouki. Il était accompagné de son serviteur Alexeï Sofronov. En passant, il s'est arrêté à Kamianka, dans la propriété de parents par alliance, les Davydov, et là, il a décidé de ne pas poursuivre son voyage et de ne pas rentrer à Moscou. Poznanski considère que cette décision inattendue pour ses proches était due au fait qu'il était revenu à ses attirances naturelles, « en tombant amoureux d'un valet adolescent, Eustache »,,,,,. Sur le chemin du retour, il s'attarde à Kiev et passe trois jours avec son serviteur Alexeï Sofronov, âgé de dix-huit ans et, selon l'expression de Tchaïkovski lui-même, « extrêmement agréable ».
Si la mariée a accueilli avec joie la vie commune, le compositeur, quant à lui, peu de temps après le mariage, est tombé dans un état désespéré,. Selon Poznanski, il a commencé à se rendre compte tardivement de l'incompatibilité sexuelle et psychologique existant dans les rapports avec Milioukova. Ce n'est qu'alors qu'il a commencé à comprendre, que son plan, visant à renforcer sa position sociale et la stabilité de sa vie privée par le mariage, avait échoué, et que, de plus, il y avait danger non seulement de devoir révéler ses aspirations intimes, mais aussi de déshonorer sa famille. Il tombe alors dans un état désespéré et rêve de retrouver son travail créatif et la vie stable à laquelle il était accoutumé.
Dans sa biographie de Tchaïkovski, Poznanski attire l'attention sur le changement radical d'attitude du compositeur envers Milioukova au cours de la seconde courte période de leur vie commune (du 11 au 24 septembre 1877). Dans des lettres à ses frères du début de sa période de mariage, il utilise successivement pour désigner son épouse : son nom « Antonina », puis « cette dame », « l'épousée », et poursuit avec des expressions telles que « la bien connue », « la créature de sexe féminin qui porte mon nom » et finalement « l'écœurante œuvre de la nature », « la chienne », « la canaille » (en russe, gadina — c'est ainsi qu'il l'appellera après 1877 comme si c'était son propre nom) ou encore « garce ». Poznanski suppose que la cause de cette attitude était quelque évènement lié au changement de tactique, de stratégie d'Antonina par rapport à son mari. De son point de vue d'épouse, pendant le séjour de son mari à Kiev, elle a décidé qu'il était temps pour Tchaïkovski de commencer à assumer ses responsabilités conjugales et a donc décidé d'utiliser activement à cette fin sa coquetterie, son charme féminin, la persuasion, les exigences pour terminer par une « offensive décisive ». C'est ce qui a conduit le compositeur au désespoir parce que, de son point de vue, Milioukova avait gravement violé leurs accords sur « l'amour fraternel » dont ils étaient convenus au mois de juillet.
Galina Poberejnaïa, historienne, pionnière en musicothérapie, souligne que dans la vie du compositeur, la femme a joué un rôle extrêmement important. Elle apparaît dans ses opéras, dans ses ballets et selon l'historienne, Tchaïkovski « montrait un intérêt particulier pour la femme créative, active, exerçant son talent avec autorité ». Mais en même temps Tchaïkovski était privé d'attirance sexuelle pour les femmes. Il n'a pas caché son manque d'attirance pour Milioukova et son souhait de construire des relations familiales sur une base rationnelle. Mais celle-ci, non seulement ne se distinguait pas par son talent, mais était de plus indifférente à la musique même, après avoir pourtant reçu un enseignement musical. La relation de Tchaïkovski avec elle a conduit le compositeur à une tentative de suicide et à une maladie nerveuse lourde et prolongée. En même temps, la musicologue considère que la crise connue par le compositeur en 1877, à l'époque de son mariage et de la tentative de suicide, permet de diviser sa vie de compositeur en deux parties dont la seconde a été celle des compositions géniales.

## Interprétations par les chercheurs des témoignages sur la tentative de suicide

### Chercheurs ayant exprimé des doutes sur la version de Nikolaï Kachkine
Les mémoires d'un ami de Tchaïkovski, l'architecte Ivan Klimenko (1839-1914), ont été écrits à la demande du frère du compositeur Modeste Tchaïkovski et n'étaient pas destinés à être édités. Un rôle important est donné dans ces mémoires aux plaisanteries de Piotr Tchaïkovski que l'auteur cite de mémoire et qui sont complétées par les échanges de lettres entre le compositeur et Klimenko. Le texte intitulé Ilitch Tchaïkovski. Petit essai biographique ne fait aucunement mention d'une tentative de suicide. Il raconte en détail la version des évènements selon Modeste Tchaïkovski. En même temps, Klimenko connaissait bien Nikolaï Kachkine et a discuté avec lui des circonstances de la mort du compositeur. Pas un mot n'est écrit sur cette tentative de suicide dans la biographie écrite par Ekaterina Routchevskaïa, alors qu'elle consacre un chapitre entier à l'année 1877. La musicologue soviétique Galina Pribeguina ignore elle aussi complètement les récits de Kachkine sur la tentative dans sa biographie de Tchaïkovski écrite en 1983.
Le musicologue et biographe de Tchaïkovski Joseph Kounine écrit, en 1958, à propos du suicide de Tchaïkovski, dans un ouvrage de la série Vie de personnes remarquables : « Une angoisse insurmontable le tourmentait, la mort semblait être une délivrance, sa conscience devenait trouble. Dans un dernier effort de volonté, il s'est forcé à partir pour Saint-Pétersbourg. » Le musicologue soviétique Arnold Alchvang (ru), dans son livre P. I. Tchaïkovski (1970), analyse en détail les travaux de Kachkine sur Tchaïkovski, mais ignore complètement les récits relatifs à la tentative de suicide du compositeur. L'historienne Lydia Konisskaïa ne parle pas de la mise en œuvre de sa tentative de suicide par le compositeur. Dans sa monographie sur le séjour de Tchaïkovski à Saint-Pétersbourg, elle mentionne le désespoir dont a été pris le compositeur en septembre 1877, et son désir passionné de liberté et de création. Pour elle, ces émotions étaient la conséquence de son mariage raté et Tchaïkovski n'était que proche du suicide. Des vues comparables ont été exprimées par la musicologue Irina Okhalova dans un ouvrage de 2015, basé sur la correspondance personnelle du compositeur de juillet 1877.
La docteure en histoire de l'art Polina Vaïdman (ru), conservatrice du Fonds Tchaïkovski au musée-zapovednik consacré au compositeur à Kline, considère les mémoires de Kachkine datées de 1920 comme de « faux souvenirs notoires d'un romantisme mythique », dont elle ne connaît pas les raisons qui ont poussé Kachkine à les écrire ni Boris Assafiev à les publier.
Alexandre Poznanski, dans sa monographie Tchaïkovski à Saint-Pétersbourg (2011), critique les récits de Kachkine et ajoute qu'ils sont viciés par « une confusion chronologique évidente et une dramatisation excessive ». De plus, il signale que Kachkine n'a jamais fait partie des amis les plus proches du compositeur et que ses communications manquent souvent de preuves et de documents crédibles,. Il compare la lettre de Tchaïkovski adressée au professeur du conservatoire de Moscou Constantin Albrecht (en) (1836-1893) depuis Clarens le 25 octobre 1877 (6 novembre dans le calendrier grégorien) (« Si je restais encore un jour de plus à Moscou, je deviendrais fou ou je me noierais dans les eaux fétides de la Moscova »,,) avec les souvenirs de Kachkine et arrive à la conclusion qu'un évènement a pu se produire, mais que le plus important dans cette lettre est la contradiction entre le contenu de la lettre concernant la possibilité de se noyer dans une rivière et ce qui en est dit, c'est-à-dire la façon d'attraper un rhume mortel par un long séjour dans l'eau froide. Poznanski attire l'attention sur le style d'écriture nettement ironique de la lettre et conclut que « toute cette affaire, comme la décrit Kachkine, est plus de nature littéraire, que de nature vitale »,.
Alexandre Poznanski écrit que parfois Tchaïkovski était attiré par le désir d'une mort liée à l'eau (par exemple, la vision obsédante d'une mort dans une rivière : dans l'ouverture l'Orage, l'héroïne se jette dans la Volga, dans l'opéra La Dame de pique, Liza se noie dans le canal d'Hiver), mais cela n'était que l'expression déchaînée de l'imagination créatrice de l'homme. Du point de vue de ce chercheur, il s'agit de l'histoire « d'une maladie nerveuse grave inventée spécialement par Tchaïkovski lui-même… afin de trouver une raison de partir à l'étranger »,.
Dans l'ouvrage Le Suicide de Tchaïkovski. Mythe et réalité, paru en 1993, et dans La Mort de Tchaïkovski. Légendes et réalités (2007), Alexandre Poznanski écrit que le message de Kachkine a été abondamment utilisé par la partisans de la théorie de la version du suicide en 1893, parce que cette version montrait la disposition du compositeur pour de telles actions. Poznanski réfute cette analyse et fait remarquer que l'empreinte joue un rôle important dans la résolution d'une crise psychologique chez une personne. En 1877, Tchaïkovski ne savait pas encore que le fait de partir à l'étranger résoudrait ses problèmes de cette époque, et, en 1893, pour résoudre ses problèmes il devait s'appuyer sur son expérience positive,. Pour Poznanski, la méthode utilisée par Tchaïkovski pour sortir d'une crise est du type de la fuite, et non de l'autodestruction,. Du point de vue de Poznanski, les évènements de 1877 indiquent son modèle de comportement dans une situation de crise mentale : il aspire à une solitude maximale dans laquelle il n'a plus besoin que des personnes très proches. Il souligne également qu'en 1877, en entrant dans les eaux de la Moscova, le compositeur avait deux issues possibles : soit une maladie grave, soit l'absence d'influence négative de l'eau froide sur son organisme. Par contre, en prenant du poison en 1893, Tchaïkovski se condamnait à une mort certaine. Poznanski en déduit que l'acte de 1877 ne résulte pas d'une obsession du suicide, mais de fatalisme (de la volonté de jouer à la roulette russe),.
Poznanski note également à plusieurs reprises qu'il y avait beaucoup d'évènements contestables dans les souvenirs de Kachkine. Et ceci en particulier quand il s'agit de récits à la première personne de l'auteur : « Les chercheurs en littérature de mémoires savent que les parties les moins dignes de confiance des mémoires sont celles dans lesquelles le rédacteur reproduit un discours direct ou un récit à la première personne ». Et c'est le cas lorsque le compositeur se confie à Kachkine parce qu'il est vraiment proche de lui et qu'il parle d'expériences fort intimes,. Poznanski était tout aussi catégorique dans un article en langue anglaise Tchaïkovski et son monde, rédigé par le professeur agrégé de l'Université de l'Indiana Leslie Kearney, publié en 1998 : « Contrairement à la croyance populaire, nous n'avons aucune preuve factuelle de ce que Tchaïkovski a tenté de se suicider après son mariage en pénétrant dans les eaux glacées de la Moscova. La seule source de ces mythes, ce sont les souvenirs apocryphes de Nikolaï Kachkine, écrits plus de 40 ans plus tard ».

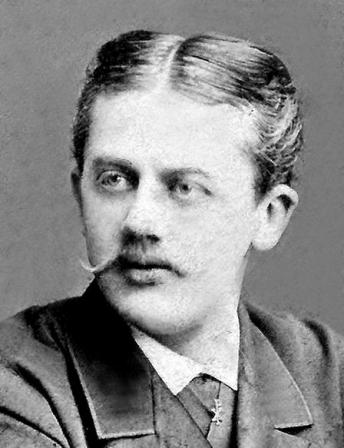
Anatoli Tchaïkovski, avant 1915

Dans une biographie de Tchaïkovski en deux tomes parue en 2009, Poznanski décrit le compositeur à l'époque de 1877, comme un enfant blessé qui « voulait tomber malade pour mourir ». Le chercheur traite son geste d'infantilisme, et non pas « la décision désespérée d'un homme, voulant vraiment régler ses comptes avec la vie d'une manière ou d'une autre ». Poznanski suppose également que le grave trouble mental à propos duquel son frère Modeste et Kachkine ont écrit avait en réalité été inventé par Tchaïkovski, pour créer un prétexte à un départ à l'étranger et une aide financière de sa mécène Nadejda Von Meck. En fait, il faisait des crises d'hystérie, mais il en avait fait de semblables depuis son enfance. Le musicologue et compositeur Valeri Sokolov (ru), dans une monographie intitulée Antonina Tchaïkovskaïa. Histoire d'une vie oubliée (1994), a suggéré que les trois frères Piotr, Modeste et Anatoli avaient comploté ensemble en août 1877 à Kamenka, en vue de justifier un départ du compositeur de Moscou à Saint-Pétersbourg, sans sa femme,. Pour le musicologue, Anatoli n'aimait pas Milioukova, la femme de son frère Piotr, et cela depuis leur première rencontre, et il mettait l'accent sur les incompatibilités personnelles existant dans le couple de son frère. Quant à Modeste, il recherchait des explications à la mésentente des époux dans des problèmes de source physiologique. Quant au compositeur, selon Sokolov, il a voulu réaliser un plan en deux épisodes qu'il avait mûri dès 1876. Le premier épisode tenait du désir de montrer à tous qu'il était « comme tout le monde » et « bâillonner les commérages », le second épisode consistait à partir de Moscou pour Saint-Pétersbourg sans sa femme grâce au complot monté avec ses frères.
Sokolov estime que, sur base d'un texte des souvenirs de Kachkine, il faut dater la tentative présumée de suicide dans un laps de temps courant entre le 17 et le 24 septembre. Cependant, le chercheur souligne le penchant du mémorialiste Kachkine pour les exagérations et les fantasmes et refuse dès lors de considérer son témoignage de tentative de suicide comme une vérité immuable. Pour prouver sa position, il invoque l'absence totale d'autres témoignages sur cet évènement chez les contemporains. Sokolov considère, qu'en réalité « Tchaïkovski a débordé d'émotions négatives accumulées pendant plusieurs mois qu'il a projetées sur son épouse sans méfiance ». Pour le chercheur, il existait deux explications possibles à la querelle des époux : ou bien le mari cherchait une raison pour un conflit aigu, ou bien Milioukova a involontairement provoqué son mari et la réaction qui a suivi. D'autre part, Sokolov refuse d'accepter la version de Modeste suivant laquelle Piotr Tchaïkovski se serait retrouvé dans un état inconscient pendant deux semaines, et il s'appuie pour cela sur la lettre du 1er octobre, dans laquelle le compositeur est tout à fait conscient.
L'historien et docteur en philosophie Igor Kon, ainsi que le docteur en histoire Lev Klein (ru) ne négligent pas l'hypothèse d'une tentative de suicide de Tchaïkovski peu après son mariage avec Milioukova,,. Klein caractérisait l'état de Tchaïkovski à cette époque en utilisant le terme d'hystérie.

### Chercheurs qui font confiance à la version de Kachkine sur la tentative de suicide
L'académicien Boris Assafiev, décrivant l'histoire de la relation entre Tchaïkovski et Milioukova écrit : « Le désespoir a conduit à une tentative de suicide, à un état proche de la folie. Il a compris qu'il ne pouvait pas vivre comme tout le monde… »
Le critique musical italien Louis Biancolli, dans son livre Tchaïkovski et sa musique orchestrale (1944), reprend entièrement le récit de Kachkine. Dans sa présentation, Milioukova a provoqué chez Tchaïkovski en même temps « de la pitié et de l'angoisse avec ses aveux d'amour passionné et ses menaces de suicide tout aussi passionnées ». Cette situation était tellement pénible pour Tchaïkovski, « qu'il a tenté d'en finir en entrant jusqu'au cou dans les eaux glacées de la Néva (sic) ». Selon Biancolli, la quatrième symphonie de Tchaïkovski « est née en partie de cet épisode affligeant ». Le critique musical américain, spécialiste de la musique russe de ballet du XIXe siècle, Roland John Wiley (en), dans son livre Tchaïkovski paru en 2009, n'exprime pas de doutes sur la véracité du récit de Kachkine sur le suicide manqué du compositeur, mais souligne toutefois que c'est « la seule source existant à ce propos ».
La chercheuse principale en matière d'histoire de la musique, membre de l'Institut national d'histoire de l'art (ru), Svetlana Petoukhova, apprécie grandement le livre de Kachkine Souvenirs de P. I. Tchaïkovski. Elle remarque la proximité de Kachkine et de Tchaïkovski. Le musicologue soviétique Semion Schlifstein (ru) apprécie quant à lui également Souvenirs de P. I. Tchaïkovski. Il qualifie l'auteur de « témoin vivant des œuvres et des jours du compositeur », et les erreurs factuelles de Kachkine peuvent s'expliquer par le fait qu'il a écrit sur base de sources qu'il a mémorisées sans vérifier les documents correspondants.
Le critique d'art Gueorgui Glouchtchenko, dirigeant la chaire de composition et de musicologie de l'Académie d'État de musique de Biélorussie, écrit que le compositeur Tchaïkovski a partagé avec Kachkine « des détails de sa vie personnelle », et que finalement il s'est avéré être « la seule personne avec laquelle Tchaïkovski a parlé de son mariage ».
Alexandra Orlova, professeure à la faculté de philologie de l'Université d'État de Saint-Pétersbourg, accepte la version de Kachkine. À supposer que Tchaïkovski ne soit pas mort du choléra mais de l'absorption de poison, écrit-elle à propos des évènements de septembre 1877 : « Cet épisode de sa vie raconté par lui-même peut donner des indices sur ceux de 1893, date de sa mort ». David Brown, musicologue britannique, est un autre ardent défenseur de la version du suicide de Tchaïkovski en 1893 et de la tentative de 1877. Il écrit dans son ouvrage Tchaïkovski, l'homme et sa musique : « bien qu'il l'ait écrit à la première personne et que les détails précis doivent être pris avec prudence, il n'y a aucune raison de douter de la véracité de ce qu'il écrit ». Brown pense que les deux premières parties de la quatrième symphonie ont été conçues par le compositeur pendant sa crise psychique. Ces deux parties font partie des plus grandes œuvres de Tchaïkovski : « Elles sont marquées de manière indélébile par des éléments de sa propre expérience de vie à cette époque sombre de son existence ».
Léonid Sidelnikov, musicologue russe, compositeur et critique d'art, n'a aucun doute quant à la fiabilité des témoignages de Kachkine. Dans sa biographie du compositeur parue en 1922, il décrit ainsi cette tentative : « … tard dans la soirée, sans se faire remarquer, Tchaïkovski sort de chez lui place Koudrinskaïa à la ceinture des Jardins, et se dirige vers la Moscova, à cinq cent mètres de sa maison. Presque inconsciemment, il entre jusqu'à la taille dans l'eau glacée ». La psychiatre Zinaïda Ageïeva raconte la tentative de suicide du compositeur comme un évènement réel de sa vie dans son livre Tchaïkovski. Génie et souffrance (2019). Elle rapporte brièvement la version de Kachkine et poursuit avec la version de Nina Berberova (« à la maison il raconte à sa femme qu'il est tombé dans l'eau alors qu'il pêchait avec d'autres pêcheurs »).
André Boudiakovski ne doute pas de la réalité du récit de Kachkine et cite à titre de preuve dans son ouvrage Vie de Piotr Ilitch Tchaïkovski un fait peu connu. Sur le manuscrit d'une esquisse de la quatrième symphonie de Tchaïkovski, le compositeur a écrit : « Quand je meurs, je demande de transmettre ce cahier à Nadejda von Meck ». Boudiakovski signale aussi que, dans la capitale, en 1877, des bruits ont couru sur la folie de Tchaïkovski et quelques journaux ont sorti des articles pour réfuter ces bruits.

## Scène de la tentative de suicide dans la culture

### Publications littéraires
Dans l'ouvrage de l'écrivaine russe Nina Berberova Tchaïkovski, publié en 1937, se trouve une description détaillée de la tentative de suicide du compositeur. Après celle-ci, Berberova revient au comportement de l'épouse Milioukova, « qui demande qu'on le déshabille et le mette au lit »… « au matin il n'avait pas de fièvre, et il n'avait pas fallu appeler le docteur ».
En 1990 est publié l'ouvrage d'un autre auteur, Boris Nikitine, dont la réputation s'est établie sur base de ses ouvrages sur la vie des compositeurs russes dont Rachmaninov et Tchaïkovski. Pour évoquer la tentative de suicide de Tchaïkovski, il se base aussi sur l'ouvrage de Nikolaï Kachkine pour écrire son ouvrage Tchaïkovski. L'ancien et le nouveau. Il date la tentative d'un jour du 15 au 20 septembre 1877. Il considère cette tentative comme la clé de l'œuvre du compositeur et divise sa vie en deux époques. Dans la seconde, qui a suivi les évènements de 1877, écrit-il, « il est devenu un dramaturge de la vie d'autrui et un chantre de la beauté en continuant à écrire des opéras, des ballets, des romances, des concerts, des suites dans lesquels il mettait beaucoup d'amour… »

### Cinématographie
La tentative de suicide de Tchaïkovski est représentée dans les films Tchaïkovski (Igor Talankine, 1969) et La Symphonie pathétique (The Music Lovers, Ken Russell, 1971).

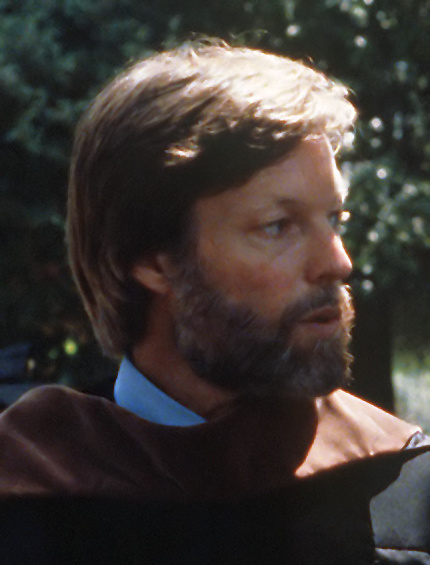
Richard Chamberlain en 1982

En 1969, Mosfilm a terminé le tournage d'un long métrage en deux parties sur écran large du film Tchaïkovski, réalisé par Igor Talankine. La première du film a eu lieu le 31 août 1970. Dans la finale de la première partie, à la fin d'une soirée, Tchaïkovski, passablement ivre (rôle joué par Innokenti Smoktounovski), poursuit un mystérieux carrosse sans cocher dans la périphérie de Moscou. Ce carrosse le mène jusqu'à un petit pont en bois. Le compositeur descend alors dans l'eau et y pénètre jusqu'à la poitrine. Sur le pont accourt à son secours son fidèle domestique Alexeï Sofronov (rôle joué par l'acteur Evgueni Leonov). Ce dernier conduit Tchaïkovski à l'appartement de Nikolaï Rubinstein en chuchotant : « Ah comme c'est mal ! Dieu le condamnera !» . De l'intérieur de l'appartement, Rubinstein sort en robe de chambre (rôle joué par Vladislav Strzelczyk). Tchaïkovski tombe dans ses bras en disant : « Je n'irai pas ! » (Il parle d'une réception à laquelle participe son épouse Antonina Milioukova). Rubinstein, en s'adressant à Sofronov, lui dit : « Appelez le docteur ! »
Dans le film britannique du réalisateur Ken Russell La Symphonie pathétique (anglais : The Music Lovers, 1971) le rôle de Tchaïkovski est joué par Richard Chamberlain. Le réalisateur a déclaré : « Le film La Symphonie pathétique est consacré à l'homme mais aussi à l'idée que la rêverie peut avoir un impact sur la vie des autres gens. Comme la plupart des artistes, Tchaïkovski avait le pouvoir de sublimer ses problèmes personnels dans son art… Il a placé tous ses problèmes dans la musique et a pensé qu'ils disparaîtraient et que tout serait résolu. Mais cela a détruit des gens qu'il a rencontré, comme sa sœur et Antonina Milioukova, son épouse, parce qu'eux ils étaient dans la réalité, ils étaient réels et leurs problèmes l'étaient aussi. Pour eux, il n'y avait pas de salut possible dans les rêves musicaux. » Dans une scène du film, le compositeur entre dans l'eau de la Moscova près du pont de pierre. Tchaïkovski semble déconcerté, parce que l'eau atteint à peine ses genoux, alors qu'il est déjà au milieu de la rivière. Il est encore plus décontenancé quand une jeune femme apparaît sous le pont, promenant son petit chien. La femme regarde d'un sourire un peu moqueur vers le compositeur. Celui-ci revient alors vers la rive et est embarrassé par ce regard. La scène est filmée sans aucune parole mais seulement avec la musique du Quatuor à cordes no 3. C'est un quatuor que Tchaïkovski a composé en février 1876 et qui est dédié à la mémoire du violoniste tchèque Ferdinand Laub, décédé peu avant.